# Bermiego
Bermiego ist eines von 13 Parroquias und zugleich dessen Hauptort in der Gemeinde Quirós in Asturien in Nordspanien.

## Dörfer und Weiler
- Bermiego – 70 Einwohner 2011
- Carrexa – 5 Einwohner 2011

## Sehenswürdigkeiten
- Pfarrkirche Santa María
- uralte Stieleichen in und um das Dorf
- Hórreos aus dem 16. Jahrhundert